# دان شيرمان
دان شيرمان (بالإنجليزية: Dan Sherman)‏ هو لاعب كرة قاعدة أمريكي، ولد في 26 نوفمبر 1890 في Hubbardsville, New York ‏ في الولايات المتحدة، وتوفي في 16 سبتمبر 1955 في هايلاند بارك في الولايات المتحدة.

## وصلات خارجية
- دان شيرمان على موقعبيزبول رفرنس.كوم (الدوري الرئيسي) (الإنجليزية)
- دان شيرمان على موقعبيزبول رفرنس.كوم (الدوري الثانوي) (الإنجليزية)